# Малые Торханы
Ма́лые Торха́ны (чув. Кĕçĕн Турхан) — деревня в Чебоксарском районе Чувашии. Входит в Янышское сельское поселение.

## География
Расстояние до Чебоксар 41 км, до районного центра — посёлка Кугеси — 42 км,  до железнодорожной станции 25 км.

### Административно-территориальная принадлежность
До 24 июля 1920 года — в составе Акрамовской волости Козьмодемьянского уезда, до 1 октября 1927 года — в той же волости в Чебоксарском уезде, до 1 марта 1935 года в составе Чебоксарского района, до 30 марта 1944 года — в составе Ишлейского района, до 30 мая 1957 года — в составе Моргаушского района, до 14 июля 1959 года вновь в Ишлейском районе, после — в Чебоксарском районе:189.

Сельские советы: с 1 октября 1927 года — Турикасинский, с 1 октября 1928 года — Янышский, с 1 марта 1935 года — Большеянышский, с 14 июня 1954 года — Янышский:189.

## История
Деревня появилась в XVIII веке как выселок деревни Янышева (ныне деревня Яныши Чебоксарского района).

Жители деревни до 1866 года — государственные крестьяне; занимались земледелием, животноводством, домашним ремеслом, кулеткачеством, прочими промыслами. 

В 1932 году образован колхоз «Новая жизнь». С 1930-х годов функционировала лавка. В 1950 году колхоз «Новая жизнь» присоединён к колхозу им. Ленина с центром в деревне Яныши. В 1959 году произошло объединение с колхозом «Россия» (центр в деревне Большие Мамыши), был образован колхоз «Прогресс» (с 1992 года — ЗАО).

В 1966 году (с 29 июня) с Малыми Торханами объединена деревня Туманакасы́ (чув. Тӑманакасси; ныне — улица Туманакаси́нская):255. 

### Религия
Согласно архивным сведениям (по состоянию на 1899 год) жители деревни были прихожанами Богоявленской церкви села Оточево (Богоявленское) (деревянная, построена не позднее 1780 года, перестроена в 1785 году на средства прихожан; каменная церковь выстроена в XIX веке с главным престолом в честь Богоявления Господня, придел: в честь Покрова Пресвятой Богородицы; закрыта в 1936 году, приход восстановлен в 1991 году).

## Название
- Название от чув. кĕçĕн «младший, малый» и турхан[6].
- Название исходит от языческого чувашского имени Торхан[7].

### Историческое и прежние названия
Историческое название — Торхан. Пĕчĕк Турхан (1927).

## Население
| Год  | Число дворов | Число мужчин | Число женщин |
| ---- | ------------ | ------------ | ------------ |
| 1795 | 21           | нет данных   | нет данных   |
| 1859 | 18           | 51           | 49           |
| 1906 | 28           | 81           | 76           |
| 1926 | 39           | 96           | 87           |
| 1939 | нет данных   | 136          | 149          |
| 1979 | нет данных   | 127          | 136          |
| 2002 | 65           | 70           | 85           |

| 2010 | 2012 |
| ---- | ---- |
| 186  | ↗191 |

По данным Всероссийской переписи населения 2002 года в деревне проживали 155 человек, преобладающая национальность — чуваши (99%).

## Инфраструктура
Функционирует ЗАО «Прогресс» (по состоянию на 2010 год). Имеется магазин.

Улицы: Туманакасинская, Центральная.

## Уроженцы
- Игнатьев Михаил Васильевич (1962, Малые Торханы, Чебоксарский район, Чувашская АССР — 2020, Санкт-Петербург, Россия) — российский государственный и политический деятель. Глава Чувашской Республики (29 августа 2010 — 29 января 2020).